# Miguel Lupi
Miguel Ângelo Lupi (Lisboa, 8 de maio de 1826 – Lisboa, 26 de fevereiro de 1883) foi professor de pintura histórica na Academia de Belas-Artes de Lisboa e um dos mais destacados pintores portugueses da época romântica.

## Biografia
Miguel Ângelo Lupi nasceu em Lisboa, freguesia da Lapa, a 8 de Maio de 1826, filho de Francisco Lupi (de origem italiana, natural de Perúgia) e de Maria Soriana do Carmo (falecida a 19 de Abril de 1836 na freguesia de São Paulo, Lisboa). Mostrando desde cedo vocação para as artes visuais, matriculou-se na Academia de Belas-Artes de Lisboa em 4 de Fevereiro de 1841, cursando desenho histórico.
Aluno talentoso, foi premiado nos anos lectivos de 1841 a 1843. Terminados os estudos em 1848, apesar do seu brilhantismo, não conseguia viver apenas da sua produção artística, pelo que em Maio de 1849 obteve emprego na Imprensa Nacional de Lisboa, como amanuense da contadoria.
Permaneceria naquelas funções, sem prejuízo de continuar a pintar, até Abril de 1851, data em que se transferiu para o lugar de contador na Junta de Fazenda da Província de Angola, em Luanda, para onde partiu a tomar posse do seu novo emprego. Permaneceu naquela cidade até 1853, exonerando-se do lugar a 27 de Setembro do mesmo ano, regressando, então, a Lisboa.
Mantendo-se empregado na Administração Fiscal, em 12 de Outubro de 1855 foi nomeado Aspirante de 2.ª Classe da Repartição de Fazenda do Distrito do Porto. Apesar do decreto que o nomeara, nunca chegou a exercer o lugar, pois foi transferido a 24 do mesmo mês para Aspirante de 2.ª Classe da Direcção do Tribunal de Contas, em Lisboa. Ali permaneceu, sendo por decreto de 26 de Agosto de 1859 nomeado amanuense do mesmo Tribunal.
Miguel Lupi, apesar de exercer as funções de funcionário administrativo, não largara nunca o pincel e a paleta, continuando a pintar. Funcionário do Tribunal de Contas, foi encarregado, em finais de 1859, de pintar o retrato do Rei Dom Pedro V para a Sala de Audiências daquela instituição, obra que ainda se mantém numa das suas salas. Face ao sucesso do retrato e ao reconhecimento como artista, que essa obra lhe granjeou, entre as altas esferas do Estado, o governo de então resolveu conceder-lhe uma pensão, para que estudasse pintura em Itália, decisão que foi acolhida com geral aplauso.
Finalmente, aos 34 anos de idade, já munido dessa bolsa governamental, Miguel Ângelo Lupi pôde dedicar-se por inteiro à pintura. Partiu, em 1860, para Roma, onde estudou pintura com os melhores mestres italianos da época. Como acontecia naquela época com os artistas que iam a Itália para aperfeiçoamento e aprendizagem, Miguel Lupi treinou, copiando obras de artistas famosos, como Ticiano, Corregio, Andrea del Sarto e Diego Velazquez. Permaneceu naquela cidade até Novembro de 1863, altura em que regressou a Lisboa.
O primeiro quadro da colecção que pintou em Roma chamava-se Dom João de Portugal, tendo por assunto a cena final do 2.º acto do drama Frei Luís de Sousa, de Almeida Garrett. Com aquela obra, revelou-se um grande pintor histórico, nas palavras encomiásticas de Pinheiro Chagas, um homem fadado para arrancar da sombra da história as figuras que no seu primeiro plano se agitam e fazê-las reviver na tela.
Em 1863, mesmo ano do escândalo parisiense da exposição pública de Olympia de Manet, Miguel Lupi apresentou-se como candidato à cadeira de Pintura Histórica da Academia de Belas-Artes de Lisboa, executando para esse concurso a tela que intitulou Um beijo de Judas. Sendo aprovado, o público culto da capital saudou com verdadeiro entusiasmo a sua nomeação, a 15 de Fevereiro de 1864, para professor interino da instituição. A partir daí, poderia entregar-se definitivamente aos estudos da pintura histórica, os quais eram da sua predilecção.
A partir daqui, Miguel Lupi tornou-se o artista predilecto da burguesia lisboeta. Nas exposições da Sociedade Promotora de Belas-Artes, realizadas em 1863 e 1864, os visitantes agrupavam-se à volta dos seus quadros. Nesta última exposição, o quadro Esperança e Saudade conquistou grande aplauso da crítica.
Em 1867, foi encarregado de ir a Paris, em comissão do governo, inspeccionar os trabalhos do monumento a Dom Pedro IV que ali se estava fazendo, e da qual elaborou um circunstanciado relatório, que publicou em Lisboa. Terá sido esta a sua única missão oficial depois de ter sido nomeado Lente da Academia de Belas-Artes de Lisboa.
Algum tempo depois de regressar de Paris, foi nomeado Professor Efectivo da Cadeira de Pintura Histórica, passando, para além das suas tarefas de ensino, a produzir retratos das principais figuras da sociedade portuguesa. Era considerado um retratista de primeira ordem que apanhava a semelhança com uma facilidade surpreendente.
Os seus quadros estiveram patentes na exposição de Madrid em 1871, sendo premiada a composição intitulada Mãe. Também foi premiado na Exposição Universal de Paris, em 1878, em plena expansão do Movimento Impressionista com o quadro As Lavadeiras do Mondego.
Miguel Lupi faleceu em Lisboa, na Rua de São Bento número 218, a 26 de Fevereiro de 1883, com 56 anos de idade, tendo a sua morte sido muito sentida. Nunca casou nem deixou filhos. O funeral realizou-se no dia 28 no Cemitério dos Prazeres. Pinheiro Chagas publicou no Occidente (volume VI, 1883) uma extensa biografia do pintor. Ainda em 1883, logo após o falecimento do artista, a Academia Real de Belas-Artes realizou uma homenagem póstuma, com uma exposição retrospectiva de sua obra e um leilão, do qual ainda se conserva o catálogo.
As obras de Miguel Lupi estão presentes nos principais museus portugueses e em diversas instituições oficiais, para as quais pintou retratos e cenas históricas. Os trabalhos de Miguel Ângelo Lupi afastam-se da pintura romântica característica dos pintores portugueses seus contemporâneos, aproximando-se das novas tendências da segunda metade do século XIX. Apesar das linhas fundamentais do seu trabalho incidirem no retrato dos ricos e famosos da época, Lupi pintou também cenas de interior, cenas da vida familiar e temas de carácter histórico, como a obra Marquês de Pombal examinando o projecto da reconstrução de Lisboa, o seu último quadro. Também fez pintura de costumes, retratando aspectos da sociedade portuguesa de então.
A toponímia da cidade de Lisboa reserva-lhe uma rua.

## Obra pictórica

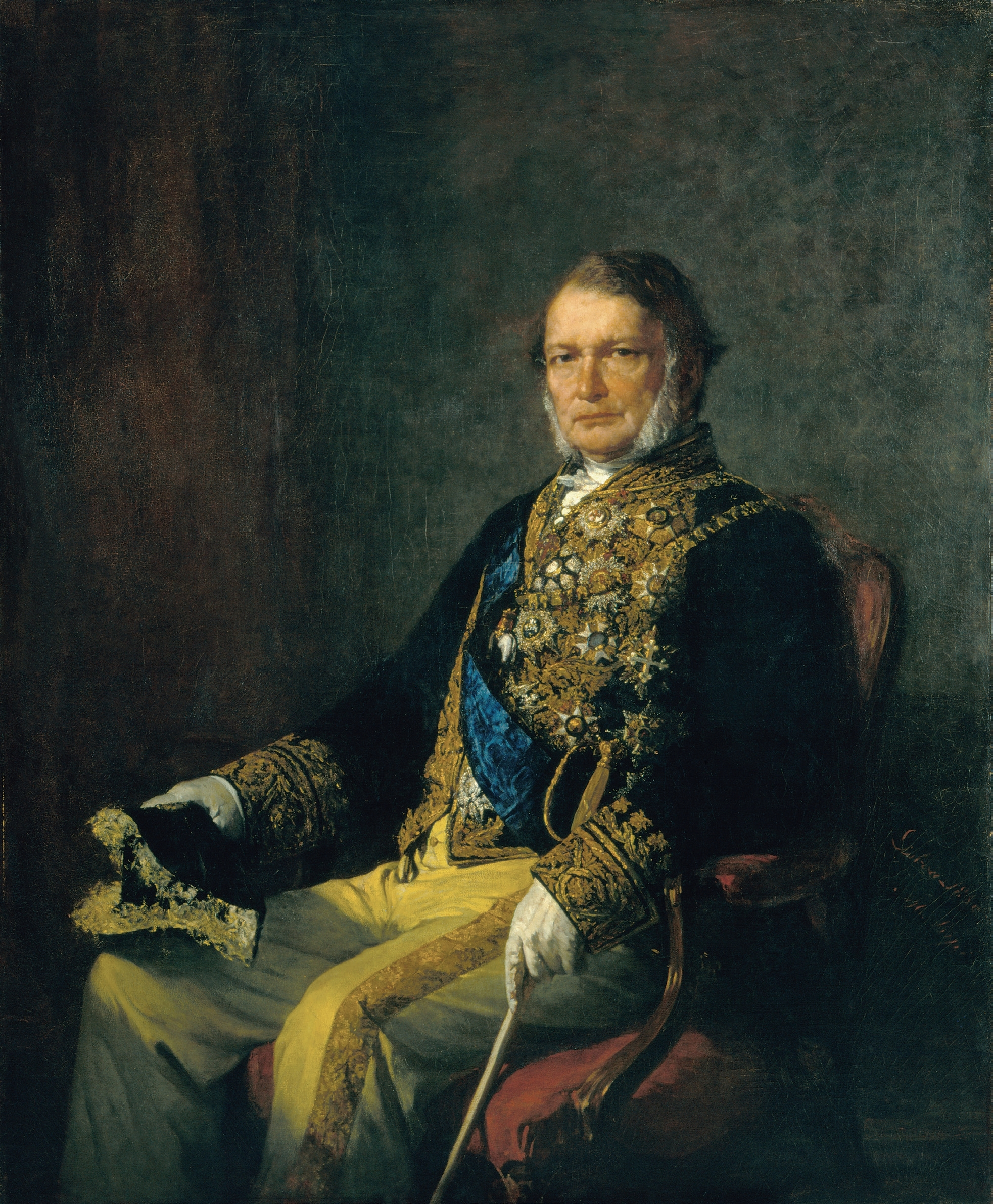
António José de Ávila, retratado por Miguel Lupi (1880).

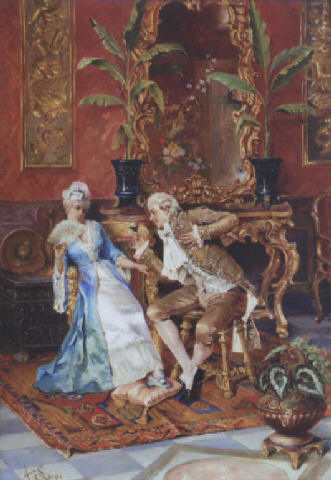
Galanteria, por Miguel Lupi (1881).

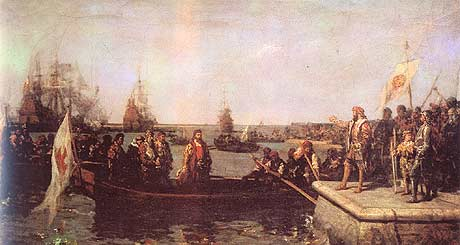
Esboceto de Vasco da Gama, por Miguel Lupi.

A obra de Miguel Lupi é vasta, cobrindo uma variedade de géneros. A lista seguinte, longe de exaustiva, agrupa as principais obras de acordo com o tema.
- Retratos:
  - 1873 – António Feliciano Castilho
  - 1874 – Primeira Marquesa de Belas
  - 1878 – D. Maria das Dores Martins, mãe de Sousa Martins
  - 1880 – António José de Ávila, 1.º duque de Ávila e Bolama
  - D. Luís I de Portugal
  - D. Fernando II de Portugal
  - Wisse Dahi
  - D. António Sebastião Valente, arcebispo de Goa
  - José da Costa Pereira e filhos
  - D. Cândida de Castilho, 2.ª viscondessa de Castilho
  - D. Maria da Piedade Correia de Lacerda Lebrim, marquesa de Belas
  - Francisco Joaquim Ferreira do Amaral
  - José Rodrigues Penalva, 1.º visconde de Penalva de Alva
  - Condessa de Gerás do Lima
  - João António Gomes de Castro, 2.º conde de Castro
  - Filipe de Sousa Folque
  - João de Magalhães Colaço Moniz Veslasques Sarmento, 2.º visconde de Condeixa
  - Raimundo António de Bulhão Pato
  - Manuel Venâncio Deslandes
  - Marquesa do Faial
  - João Lupi
  - Matoso da Camada
  - Emília Adelaide
  - Augusto Rosa
  - Maria Joaquina da Rocha Castro, 1.ª baronesa da Folgosa
  - Veiga Barreira
- Composições históricas, de género ou de paisagem:
  - 1883 – Marquês de Pombal examinando o projecto da reconstrução de Lisboa, quadro encomendado pela Câmara Municipal de Lisboa para a sua sala das sessões.
  - Camões meditando
  - Egas Moniz perante o Rei de Castela
  - Morte de Maria Teles
  - O Beijo de Judas
  - Serenata Napolitana
  - Aguadeira de Coimbra
  - A Esmola do Espírito Santo
  - O Tintoretto, adquirido pelo rei D. Luís I de Portugal
  - A Espera
  - Leitura de uma carta
  - A Costureira
  - Confidência
  - Salvai-o!, que foi vendido para Londres
  - Forte da Guia
  - Os dois escravos (retratos pertencentes a Serpa Pinto)
  - O Crepúsculo
  - A Família
  - Lição de bordado
  - Esboceto de Vasco da Gama
  - Cartão de Egas Moniz

Para além das obras atrás listadas, existem muitas outras dispersas por museus e colecções particulares, algumas das quais mais relevantes do que as incluídas. O Museu do Chiado, em Lisboa, têm algumas em exposição permanente. A Câmara Municipal de Lisboa tem na sua sala das sessões a última obra de Miguel Lupi, intitulada Marquês de Pombal examinando o projecto da reconstrução de Lisboa. A sala é visitável.

## Obra publicada
- Catálogo dos projectos para o monumento de sua majestade imperial o senhor Dom Pedro IV, recebidos em virtude do concurso aberto em 20 de março de 1864 pela comissão nomeada para tratar do monumento, Lisboa, 1865 (com 1 estampa litografada que foi reproduzido em diversos números da Gazeta de Portugal).
- A reforma da Academia Real de Belas-Artes de Lisboa;
- Catalogo dos quadros, aguarelas, e desenhos, obras do fallecido Miguel Angelo Lupi, Lisboa, 1883 (póstumo). Foi usado no leilão realizado na Academia de Belas-Artes de Lisboa em 16 de Dezembro de 1883.